# Inspiral Carpets
Inspiral Carpets es un grupo de rock alternativo británico formado en Oldham (Inglaterra) en el año 1983 por Graham Lambert, convirtiéndose, tras The Stone Roses y Happy Mondays, en el grupo más popular de la escena bautizada como Madchester. Su sonido estaba basado en el famoso órgano Farfisa entre melódico y psicodélico de Clint Boon y en las guitarras propias del sonido garage.
Alcanzaron la popularidad gracias al apoyo que les brindó el locutor y dj John Peel y las buenas críticas cosechadas en la prensa especializada, llegando a alcanzar su disco de debut, Life (1990), el puesto número dos en las listas de éxitos británicas. El segundo álbum, The Beast Inside (1991) se quedó en el quinto puesto, mientras que con Revenge of the Goldfish (1992) bajaron hasta el diecisiete y con Devil Hopping (1994) remontaron hasta la décima posición. En cuanto a los sencillos, los que tuvieron mejor aceptación entre el público británico fueron This Is How It Feels (1990), que alcanzó el puesto catorce, y Dragging Me Down, del año 1992, que ascendió hasta el puesto número doce.
Tras una separación amistosa a mediados de los años 1990, la formación original de Inspiral Carpets volvió a reunirse en 2003.
En 2011 se reunieron con Stephen Holt de vocalista (tras la salida de Tom Hingley), cantante que fue fundador del grupo. Organizaron primero una minigira por Sudamérica, por Argentina y Chile, para terminar en Tour por el Reino Unido en marzo de 2012. Además realizaron un nuevo sencillo, llamado "You're So Good For Me" con un buen sonido de farfisa, que contiene la canción homónima y una reedición de "Head for the Sun", que salió al mercado en vinilo y edición digital. Este sencillo fue el primero del grupo desde el año 2003. 
Para el 2013 se anunció una nueva gira de marzo por Reino Unido, aparte de la salida de un box-set de reedición del álbum Life, que contendrá también la edición en DVD de su famoso VHS "21790", en pleno movimiento Madchester el 21 de julio de 1990. Muy esperada por sus fanes, dada la cantidad de años desde su salida en formato VHS.

## Biografía

### Los inicios
El guitarrista Graham Lambert dio comienzo a la historia de Inspiral Carpets en 1981 junto a Stephen Holt (voz), Tony Welsh (bajo) y Chris Goodwin (batería). Sin embargo, no fue hasta el año 1986 cuando, tras la incorporación de Clint Boon (teclados), David Swift (sustituyendo al bajista Tony Welsh) y Craig Gill (relevando a Chris Goodwin a la batería) grabaron sus primeras maquetas, Waiting For Ours y Songs Of Shallow Intensity, y debutaron en directo. Sobre el nombre de la banda hay distintas teorías, una de las cuales dice que lo tomaron de una tienda de ropa de Oldham, mientras que la otra asegura que deriva del título de una canción compuesta por el padre de Lambert, titulada In Spiral Carpet.
John Robb destaca la importancia que tuvo la entrada de Clint Boon en el grupo, ya que sus teclados dieron a Inspiral Carpets un sonido diferente, "lograron que pasaran de ser una banda local a ser un gran grupo de pop, fue la guinda del pastel". Robb recuerda que Boon había formado parte de otro grupo junto a Mani, de The Stone Roses, y que tuvo al que sería vocalista de este mismo grupo, Ian Brown, en una audición. "Su ambición era ser tan grande como Elvis", concluye el biógrafo de Inspiral Carpets.
En 1987, graban un flexi-disc titulado, en homenaje a The Stone Roses, Garage Full of Flowers, que les permite tocar junto a grupos como los propios The Stone Roses, Happy Mondays, Spacemen 3 o The Bodines.
Pero no fue hasta la grabación de Planecrash EP, lanzado en julio de 1988, cuando la carrera de los de Oldham comenzó a destacar, ya que las copias publicadas se agotaron enseguida, la crítica aclamó el trabajo y John Peel les hacía promoción en la radio. Llevados por la euforia, los cinco componentes de Inspiral Carpets tenían previsto grabar a finales de 1988 otro EP, pero surgieron las discrepancias con el sello Playtime, al borde de la bancarrota y con el deseo de utilizar al grupo como gancho para vender la discográfica a una discografía multinacional, y deciden abandonar. Además, en esta época se producen nuevos cambios en el grupo, con la entrada de Tom Hingley (sustituyendo al vocalista Stephen Holt) y Martyn Walsh para reemplazar la marcha del bajista David Swift. Así, a principios de 1989 ya estaba consolidada la formación definitiva de Inspiral Carpets.
Estos primeros años de la banda reciben críticas positivas. El periódico The Word publicaba sobre ellos un artículo el 8 de julio de 1988 en el que, además de citar como influencias a The Doors (el órgano de Boon ya dominaba el sonido de Inspiral Carpets), The Prefects o Happy Mondays, se asevera que "los ochenta necesitan con urgencia a este grupo". Mike West, de New Musical Express también se fijó en ellos, no sólo para decir que sus componentes eran "feos y educados", sino también que sus canciones eran "ruidosas, melódicas y buenas". Además, Planecrash EP fue elegido el mejor sencillo de 1988 por los lectores del Manchester Evening News, superando al Elephan Stone de The Stone Roses, a James, The Fall o A Guy Called Gerald.

### De Cow Records a Mute
La salida de Playtime provoca que Lambert y los suyos creen su propio sello, bautizado como Cow Records, que además de darles pleno control sobre su trabajo se convirtió en una buena fuente de ingresos, ya que el logotipo de la vaca de ojos serpenteantes (un animal bautizado como Buddha y que parodiaba al símbolo del grupo de rock Motörhead) y su lema Cool As Fuck, que también se vería en el EP del mismo nombre, que notablemente contiene una canción de más de 16 minutos titulada Plane Crash. Ellos se convirtieron en un éxito y se vendieron camisetas como churros. La leyenda cuenta que un estudiante de Oxford fue acusado de obscenidad por llevar una.
En marzo de 1989 salía a la calle Trainsurfing EP, trabajo que les consolida en la escena y les hace codearse con bandas como The Stone Roses o Happy Mondays y provoca que James se fijen en ellos y sean sus acompañantes en una gira. Sólo dos meses después, en mayo, el grupo lanza el EP Joe, primer trabajo con la formación definitiva y que les abrió definitivamente a la influencia del acid house, tan en boga en aquellos años, gracias a la producción de 808 State. Tras editar, también en mayo, un casete titulado Dung 4 con once canciones previas a la incorporación de Hingley y Walsh, en julio sale a la luz el EP de cuatro canciones The Peel Sessions. Los lanzamientos seguirán en agosto con el sencillo Find Out Why, y en noviembre con Move, ambos con buenas críticas y buena acogida entre el público.
Si 1989 fue el año en el que Inspiral Carpets trabajaron para hacerse un hueco en la movida de Mánchester, ciudad que en la época acaparaba el panorama musical británico, 1990 iba a ser el momento de cosechar éxitos. Fichados por Mute Records, en marzo sacan en esta multinacional el sencillo This Is How It Feels, que se convertiría en la canción más emblemática de la banda, alcanzando el puesto catorce en la lista de éxitos británica y elegido sencillo de la semana en la revista New Musical Express (NME).

### 1990, año de gloria
Mayor iba a ser el éxito de su primer trabajo largo, una especie del álbum pseudoconceptual, llamado Life, lanzado en abril de 1990 y que alcanzó un flamante número dos en el chart británico gracias a canciones como This Is How It Feels, She Comes in the Fall o Real Thing, entre otras. Inspiral Carpets tuvieron el privilegio de ser cabezas de cartel en el festival de Reading junto a The Cramps y Pixies. Otra cita importante fue el concierto ofrecido en 21 de julio en el G-Mex de Mánchester, actuación que cuatro meses después sería editada en vídeo.
"Era colorido y brillante, además de un álbum reflexivo centrado en combinar canciones tristes y desilusionadas con brillantes melodías poperas", se ha escrito de este disco, que el propio Clint Boon calificaría años después como su preferido: "Inocente, ingenuo, extraño… Cuando lo escribimos y lo grabamos no teníamos ni idea de que fuese a tener tanto éxito. Ni siquiera nos planteamos el tema de las ventas. Consiguió el disco de oro a las dos semanas de salir a la venta".
Sobre ‘’Life’’, el crítico Geoff Orens ha escrito que “no sólo su música fue más arriesgada que la de sus contemporáneos, sino que también las letras del grupo fueron más oscuras y centradas en la observación de la vida de la clase trabajadora”. Orens añadía que las mejores canciones eran aquellas en las que el Hammond de Boon llevaba la voz cantante. En Estados Unidos, Inspiral Carpets y sus coetáneos también llamaron la atención por sus letras, la BBC en su web, hace poco, nombraría que la épica canción llamada "Sackville" es una de las mejores sobre el tema de la prostitución (se supone que nombraba una calle llamada Sackville donde se juntaban prostitutas en Mánchester), y Jon Pareles escribía en The New York Times el 29 de julio de 1990 que "la música de Mánchester se centra en las circunstancias de una lluviosa y deprimida ciudad industrial con una importante población obrera", y cita un verso de This Is How It Feels: "He prays each night that his family's all right and he's got work" ("Ruega todas las noches para que su familia esté bien y él tenga trabajo"). En lo musical, Pareles asegura que Inspiral Carpets es el grupo más revisionista de los sesenta y, aunque recuerda que el grupo cita entre sus influencias a Sonic Youth y la música rap, puntualiza que escuchando su música nunca se adivinaría esto y que a lo que recuerdan es a una banda de garage rock.
A pesar de los numerosos conciertos, los de Oldham tuvieron tiempo para grabar un EP, titulado Island Head y que alcanzaría el puesto vigésimo primero en las listas británicas.

### Después de ‘’Life’’
Con su segundo largo, The Beast Inside, lanzado el 22 de abril de 1991, no les abandonaría el éxito a pesar de tratarse de un trabajo que se alejaba de la inmediatez de Life, y escalaría hasta el quinto puesto del chart británico. Los sencillos tendrían igualmente una calurosa acogida, empezando a confirmar lo que, tras la disolución del grupo, sería una realidad: a pesar de no haber gozado del prestigio de Happy Mondays y The Stone Roses, Inspiral Carpets fue el grupo que más éxitos logró colar en el Top of the Pops, y llegar a ser considerada la mejor banda de singles del movimiento.
Este disco se caracterizó por ser más oscuro, e incluso melancólico, y en él abordaron temas como la violencia de género, la desilusión, el rechazo, el aislamiento, la venganza o el miedo.
Orens no acogió con mucha emoción el segundo trabajo de los de ‘’Oldham’’, y calificó ‘’The Beast Inside’’ como un intento fallido de madurez y un trabajo sin inspiración. El crítico lamenta que las tentativas de abrirse hacia otros campos debiliten la fuerza del grupo y que hasta sus letras hayan perdido atractivo.
Por esta época Noel Gallagher, que poco después lideraría el grupo Oasis, hizo de roadie de la banda, una dedicación que luego agradecería declarando que “el paraíso está bien para los Inspiral Carpets y para las monjas”. Sin embargo, en otras declaraciones, Gallagher, apodado por la banda como "monobrow" ("unicejo"), aseguraría que "sin Clint Boon e Inspiral Carpets no hubiera existido Oasis. Ellos me enseñaron buena parte de lo que sé".
A pesar de que su tercer álbum, titulado Revenge of the Goldfish y editado en octubre de 1992, no les devolvió a ponerlos en primera escena, sí tuvo una notable aceptación con un puesto décimo séptimo en las listas de venta. Los sencillos de este año, y especialmente Dragging Me Down, también funcionaron de forma satisfactoria.
El crítico de allmusic Orens, después del “tropiezo” de The Beast Inside, hace las paces con Inspiral Carpets y señala que su tercer álbum el más rock, y aunque aplaude la combinación de guitarras agresivas con los sintetizadores, lamenta que el trabajo peque de cierta sobreproducción.
Tras un descanso en 1993, año en el que sólo editaron un sencillo, How It Should Be, en marzo de 1994 vuelven a la carga con Devil Hopping, otro éxito en su carrera con un décimo puesto en el chart británico.
En cierta manera, este cuarto trabajo de los de Oldham supuso un regreso al estilo de Life, si bien se notaba ya la madurez en las composiciones.

### Separación y regreso
A pesar de los buenos resultados obtenidos desde el principio de su carrera, sin caídas tan sonadas como las que sufrieron otros compañeros suyos, el grupo tomó la decisión de separarse amistosamente a mediados de 1995.
Las ventas siempre fueron buenas, pero no el fervor de la prensa especializada para con el grupo. Así, merece la pena detenerse en un párrafo de la novela Powder. Una historia de rock and roll:

Recuerda lo que les ocurrió a los Inspiral Carpets. Eran los favoritos de la prensa cuando empezaron. No podían hacer nada mal. Salieron en la tele, en todas las revistas, hasta en 'Smash Hits', eran colegas de los periodistas, bebían con ellos, jugaban juntos al fútbol, se iban de marcha. Podías pensar que ya lo tenían asegurado. ¡Mucha mierda! Pasaron de ellos. ¿Inspiral qué? ¿Nuevo disco? ¡No me hagas reír! Eso es lo que le ocurre a cada banda que hace todo lo que se le ofrece, que sale en todas las portadas y todos los programas, que harta a la gente. No hay lealtad, no hay un sistema que premie a los grupos que se pliegan al juego de los medios. ¡No hay nada de eso! La prensa sólo piensa en joderte. Desde el momento en que te consagran están buscando las grietas. Todo lo que podemos hacer es retrasar la agonía, el momento en que empezarán a estrangularte.
Kevin Sampson

Sin embargo, siempre se ha reconocido también que Inspiral Carpets fueron uno de los grupos más estables de la escena, ajenos al exceso con las drogas, los delirios de grandeza o los problemas judiciales que achacaron a otros grupos como Happy Mondays o The Stone Roses, manteniendo una carrera estable, sin grandes titulares pero sin grandes mermas en su creatividad. Además, siempre mantuvieron buenas relaciones con el resto de bandas.
En 2003, con motivo del lanzamiento de la recopilación Cool As, el grupo volvió a reunirse para ofrecer una serie de conciertos y lanzar el sencillo Come Back Tomorrow. Con motivo de este recopilatorio, el crítico de la BBC Andrew McGregor subrayaría que los de Oldham "fueron la mejor banda de singles de la era Madchester" y, aunque lamentó que el sencillo Come Back Tomorrow parecía una señal de que su habilidad para componer buenas canciones se había perdido, recomendaba el disco a todos los que fueron testigos del paso de la década de los ochenta a los noventa.
Con la llegada de nuevo de Stephen Holt a la banda, se realizó el sencillo en 7 pulgadas y mp3 llamado "You're So Good For Me", volviendo a ser protagonista del anterior sonido Madchester y también garagero, con la reunión posterior de The Stone Roses y Happy Mondays, tres bandas definitorias de la escena.

## Discografía

### Álbumes
- Life (1990) (Número dos en la lista de éxitos británica)[15]
- The Beast Inside (1991) (Número cinco en la lista de éxitos británica)[15]
- Revenge of the Goldfish (1992) (Número diecisiete en la lista de éxitos británica)[15]
- Devil Hopping (1994) (Número diez en la lista de éxitos británica)[15]
- Inspiral Carpets (2014) (Número sesenta y tres en la lista de éxitos británica)[15]

#### Recopilaciones
- The Singles (1995)
- Radio 1 Sessions (1996)
- Cool As (2003)
- Greatest Hits (2003)

### DVD
- Live at Brixton Academy (2003)

### Sencillos
| Año  | Título                  | Posición en lista de éxitos | Posición en lista de éxitos | Álbum                   |
| Año  | Título                  | UK Singles Chart            | EUA Modern Rock             | Álbum                   |
| 1988 | Planecrash EP           | N/A                         | N/A                         | N/A                     |
| 1989 | Trainsurfing EP         | N/A                         | N/A                         | N/A                     |
| 1989 | "Joe"                   | N/A                         | N/A                         | N/A                     |
| 1989 | "Find Out Why"          | #90                         | N/A                         | N/A                     |
| 1990 | "Commercial Rain"       | N/A                         | #27                         | Life                    |
| 1990 | "Move"                  | #49                         | N/A                         | Life                    |
| 1990 | "This Is How It Feels"  | #14                         | #22                         | Life                    |
| 1990 | "She Comes in the Fall" | #27                         | N/A                         | Life                    |
| 1990 | "Island Head EP"        | #21                         | N/A                         | N/A                     |
| 1991 | "Caravan"               | #31                         | #15                         | Beast Inside            |
| 1991 | "Please be Cruel"       | #50                         | N/A                         | Beast Inside            |
| 1992 | "Dragging Me Down"      | #12                         | N/A                         | Revenge of the Goldfish |
| 1992 | "Two Worlds Collide"    | #32                         | N/A                         | Revenge of the Goldfish |
| 1992 | "Generations"           | #28                         | N/A                         | Revenge of the Goldfish |
| 1992 | "Bitches Brew"          | #36                         | N/A                         | Revenge of the Goldfish |
| 1993 | "How it Should Be"      | #49                         | N/A                         | N/A                     |
| 1994 | "Saturn 5"              | #20                         | N/A                         | Devil Hopping           |
| 1994 | "I Want You"            | #18                         | N/A                         | Devil Hopping           |
| 1994 | "Uniform"               | #51                         | N/A                         | Devil Hopping           |
| 1995 | "Joe"                   | #37                         | N/A                         | The Singles             |
| 2003 | "Come Back Tomorrow"    | #43                         | N/A                         | Cool As                 |
| 2011 | "You're so good for me" | N/A                         | N/A                         | Inspiral Carpets        |
| 2013 | "Fix your smile"        | N/A                         | N/A                         | N/A                     |
| 2014 | "Spitfire"              | N/A                         | N/A                         | Inspiral Carpets        |

* "Commercial Rain" did not appear on the UK release of Life. This is How it Feels was released in 1991 in the US.